# Ileana Vulpescu
Ileana Vulpescu (n. 21 mai 1932, Bratovoești, România – d. 12 mai 2021, București, România) a fost o filologă, lexicografă, prozatoare, romancieră și traducătoare română.
După o licență în Litere (limba și literatura franceză), la Facultatea de Filologie a Universității din București (1953-1958), a lucrat ca lexicograf la Institutul de Lingvistică al Academiei și a colaborat la redactarea lucrărilor Dicționarul limbii române și Dicționarul explicativ al limbii române (1959-1975).
A fost soția poetului și traducătorului Romulus Vulpescu. 

## Prezentare generală
Ileana Vulpescu a scris proză și teatru, a tradus din literaturile engleză, franceză și spaniolă, și a semnat versiuni în limba franceză din literatura modernă și contemporană românească.
Debutul Ilenei Vulpescu a avut loc în revista „Familia” din iulie 1966, cu povestirea Scrisoare către un cunoscut. În 1976, romanul său Rămas-bun (Editura Cartea Românească -  2100 de exemplare) a fost distins cu premiul Asociației Scriitorilor din București. Cinci ani mai târziu, Ileana Vulpescu a primit Premiul „Ion Creangă” al Academiei Române și Premiul „Cântarea României” pentru romanul Arta conversației (Editura Cartea Românească - 50.000 de exemplare). În 1987 a primit premiul „Flacăra”, pentru "Sărută pământul acesta" (50.000 de exemplare).
Din anul 1972, Ileana Vulpescu a fost membră a Uniunii Scriitorilor din România. Cel mai cunoscut roman al  său este Arta conversației, care a reușit să ajungă best-seller înainte de 1989. Romanele sale au fost traduse în slovacă („Rămas-bun casei părintești”), maghiară („Arta conversației”), italiană („Sărută pământul acesta”) și franceză („Arta conversației”). 
În 1991, întreaga sa activitate literară a fost încununată cu premiul „România Mare”. La 23 octombrie 2015, Ileana Vulpescu a primit un premiu din partea Fundației Dignitas, precum și Trofeul Fundației Dignitas pentru Excelență - 2015, conceput de artistul plastic Mircea Nechita.
În același an, în iunie 2015, scriitoarei i-a fost conferit titlul de Cetățean de onoare al Craiovei, în semn de recunoștință pentru întreaga activitate culturală, pentru participarea sa la redactarea lucrărilor Dicționarul limbii române și Dicționarul explicativ al limbii române, pentru toate proiectele sale care au promovat și promovează imaginea pozitivă a României și pentru susținerea mediului academic.
Distinsă cu medalia Ordinului Național „Steaua României”.

## Opera
- Ș.a.m.d.; București; Editura pentru Literatură, 1969;
- Rămas-bun (roman); București, Editura Cartea Românească, 1975;
- Arta conversației; București, Editura Cartea Românească, 1980; reedit. București, Editura Arta Grafică, 1992,1994; București, Editura Logos, 1993; București, Editura Tempus, 1998; ISBN: 606-92086-2-5
- Candidații la fericire (proze); București, Cartea Românească, 1983; reed. Ploiești, Editura Tempus, 2002; ISBN: 978-606-92086-4-9;
- Sărută pământul acesta (roman); București, Editura Cartea Românească, 1987; reedit. București, Editura Tempus, 2000; ISBN: 973-85140-0-2;
- Rămas-bun casei părintești (roman); București, Editura Arta Grafică, 1990; 1991; reedit. București, Editura Tempus, 1998; ISBN: 973-00000-002;
- Carnetul din port-hart (roman); București, Editura Eminescu, 1996; ISBN: 973-2204-583;
- Arta compromisului (roman); Ploiești, Editura Tempus, 2002; ISBN: 973-85140-3-7;
- De-amor, de-amar, de inimă albastră; Ploiești, Editura Tempus, 2005; ISBN: 973-606-92086-0;
- Viață, viață, legată cu ață (roman); Ploiești, Editura Tempus, 2007; ISBN: 606-92086-18;
- Pe apa sâmbetei (roman); Ploiești, Editura Tempus; 2009; ISBN: 973-85140-8-9;
- Notă informativă bătută la mașină (roman); Ploiești, Editura Tempus; 2011; ISBN: 973-92086-9-4;
- Noi, doamna doctor, când o să murim? (roman); Ploiești, Editura Tempus, 2012; ISBN: 978-606-93232-0-5.
- Preludiu (roman); Ploiești, Editura Tempus, 2017;
- Prefață la romanul Un oltean dă piept cu lumea (Cărăuș între două secole) Deci...la pensie!, Vol. IV de Alexandru Oprănescu-Vella; Craiova, Editura Contrafort, 2010; ISBN: 978-606-545-187-2

## Traduceri
- André Wurmser - Asasinul a murit I-ul; prefața autorului; București, Editura pentru Literatură Universală, 1963;
- Francois Rabelais - Gargantua; cu ilustrații de Eugen Taru; București, Editura Tineretului, 1963;
- Samuel Pepys - Jurnal. 1660-1669; trad. în colaborare cu Costache Popa; prefață de Zoe Dumitrescu-Bușulenga; București, Editura pentru Literatură Universală, 1965;
- Joë Hamman - Far West; prefață de D.I. Suchianu; București, Editura pentru Literatură Universală, 1966;
- Juan Ramon Jimenez - Platero și cu mine; București, 1966; reed. la București, Editura Paralela 45, 2006;
- Jean Defradas - Literatura elină; ediție îngrijită și introducere de Adelina Piatkowski, București, Editura Tineretului, 1968;
- Francois Rabelais - Viața nemaipomenită a marelui Gargantua, tatăl lui Pantagruel & Uimitoarea viață a lui Pantagruel, feciorul uriașului Gargantua, ticluite odinioară de...; introducere de Romulus Vulpescu; cu ilustrații de Val Munteanu; București, Editura Tineretului, 1968; reedit. București, Editura Ion Creangă, 1989;
- Romulus Vulpescu - Récital extraordinaire, récits et théâtre; adapté du roumain par Ileana Vulpescu ; ill. par Benedict Ganesco; Paris, Ed. Seghers, 1969;
- Ambroise Vollard - Amintirile unui negustor de tablouri; București, Editura Meridiane, 1969 (reedit. in 1993);
- Simone de Beauvoir - Imagini frumoase; București, Editura Univers, 1973; reedit. Pitești, Editura Paralela 45, 2005;
- Francois Nourissier - Sfârșitul; prefață de Radu Toma; București, Editura Univers, 1974;
- André Maurois, Țara celor o mie și una de meandre; cu ilustrații de Done Stan; București, Editura Ion Creangă, 1976;
- Alphonse Daudet - Extraordinarele aventuri ale lui Tartarin din Tarascon („Tartarin din Tarascon”, „Tartarin în Alpi”, „Portul Tarascon”); cu ilustrații de Val Munteanu; București, Editura Ion Creangă, 1978;
- Michel Tournier - Vineri sau Limburile Pacificului; prefață de Micaela Slăvescu; București, Editura Univers, 1978 (reedit. in 1997); reedit. București, Editura RAO, 2013;
- 30 de poeți români = 30 poètes roumains; [versiunile franceze de Irina Radu, Ileana Vulpescu, Romulus Vulpescu, Marina Zamfirescu]; București, Editura Cartea Românească, 1978;
- Geo Bogza - Poezii și poeme - Poesies et poemes- ediție bilingvă; prefață de Ștefan Aug. Doinaș; București, Editura Minerva, 1979;
- Aleksa Celebonovic - Realismul burghez la sfârșitul secolului XIX (1860-1914); prefață de Dan Grigorescu; București, Editura Meridiane, 1982 (reedit. in 1992);
- Paul al României - Carol al II-lea, rege al României; București, Editura Holding Reporter, 1991;
- Simone de Beauvoir - Sângele celorlalți; București, Editura Opal H, 1994; reedit. Pitești, Editura Paralela 45, 2008;
- La Roumanie et sa guerre pour l’unité nationale; Dumitru Preda (coord.); București, Editura Enciclopedică, 1997;
- Berthelot și România = Berthelot et La Roumanie : album; Dumitru Preda (coord.);  București, Editura Univers Enciclopedic, 1997;
- Virgil Gheorghiu - Nemuritorii de la Agapia; București, Editura 100+1 Gramar, 1998;
- Ion Pop - La Réhabilitation du rêve. Une anthologie de l’Avant-garde roumaine - Poème pétrolifère. Traduit par Ileana Vulpescu, 2006, p.461-464. /Unu, nov.1932, nr.49/.
- Ileana Vulpescu a semnat, în limba franceză, retroversiunile „La Ballerine orange” (Balerina portocalie, 1968) și „Acceptez le rétroviseur” (Acceptați retrovizorul, 1973), două scenarii radiofonice de Valeriu Sârbu;
- Ileana Vulpescu a încheiat traducerea neterminată a lui Romulus Vulpescu din François Villon, Opera omnia, apărută în trei volume la București, Editura Semne; lansată în cadrul Târgului Internațional de Carte Gaudeamus, ediția 2013.  Arhivat în 24 februarie 2016, la Wayback Machine.  Arhivat în 25 februarie 2016, la Wayback Machine.  Arhivat în 24 februarie 2016, la Wayback Machine.
- Viața nemaipomenită a marelui Gargantua - Povestită pentru copii de Ileana și de Romulus Vulpescu; Editura Agora, 2014

## Varia
- Curajul cuvântului : [interviuri cu Adrian Năstase, Iosif Sava, Crin Halaicu, Ileana Vulpescu, George Danielescu, Dinu Patriciu, Marian Munteanu]; Monica Mergiu (coord.); București, Editura Valahia, 1996;
- Metehnele însoțitorului - Mocanu Marin Radu (articol despre Constantin Țoiu, Ileana Vulpescu în "Contemporanul - ideea europeană", v. 11, 19 apr. 2001, nr. 15 , p. 10);
- Eduard Antonovici - Fabricantul de vise : proze; cuvânt înainte de Ileana Vulpescu; București, Editura Semne, 2003;
- Alexandru Oprănescu-Vella - Benson, Beny, Benus, Benica - un rottweiller de legendă și prietenii săi : copiilor și iubitorilor de animale de pretutindeni; cu o sensibilă pref. de Ileana Vulpescu; desene de Horațiu Mălăele; Craiova, Editura Sitech, 2005;
- Zoia Ceaușescu - 237 de zile-n mormânt: [povestea unei iubiri] [portret în amintire de Ileana Vulpescu]; București, Editura Semne, 2007;
- Oana Cucu Oancea (coord.) - Marea Scriitorilor. Între Olimp și zidul Puterii -   (interviu Ileana Vulpescu: „Ei, cucoană, s-a terminat capitolul ăsta, aici pui punct!”); București, Editura Cartea Românească, 2012;
- Aurelia Lăpușan - Mărturii la cald. 77 de interviuri (interviu Ileana Vulpescu: “Am scris ca să mă răzbun”); Constanța, Editura NextBook, 2013;
- Romulus Vulpescu - Antologie de versuri; selecție de Ileana Vulpescu; București, Editura Art, 2013, ISBN: 978-973-124-882-0;
- Panaite Mazilu, Membru de Onoare al Academiei Române la 100 de ani de viață, [Cuvinte omagiale la împlinirea a 100 de ani de viață - "Domnul profesor Panaite Mazilu", pp. 209-210]; București, Editura A.G.I.R., 2015;
- Ion Jianu - Arta conversației cu Ileana & Romulus Vulpescu. Dialoguri peste timp; cuvânt înainte de Nicolae Iliescu; București, Vremea, 2016.

## Teatru
Ileana Vulpescu și actorul George Bănică au realizat o dramatizare după romanul „Arta conversației”, care s-a jucat cu mare succes, câteva stagiuni la:
- Teatrul Giulești din București (premiera la 31 mai 1983, cu peste 750 de spectacole până în iunie 1990; regia Eugen Todoran);
- Teatrul de Stat din Oradea (premiera la 3 noiembrie 1983; regia Zoe Anghel-Stanca);
- Teatrul Național Marin Sorescu Craiova (premiera la 26 octombrie 1984; regia Remus Mărgineanu);
- Teatrul Tamasi Aron (premiera la 4 septembrie 1995, regia Andras Balogh, Attila Seprodi Kiss);
- Teatrul Maghiar de Stat din Cluj (stagiunea 1985-1986, regia Dehel Gábor);
- Cea mai recentă lucrare dramatică, scrisă tot în colaborare cu George Bănică, „Singurătatea unei femei” (Arta conversației II), a fost jucată de Compania particulară  „Arlechin” (premiera la 10 iulie 1990, la Pitești, regia Mihai Manolescu).